# Арда (пік)
62°44′27″ пд. ш. 60°17′32″ зх. д. / 62.7409° пд. ш. 60.2922° зх. д.

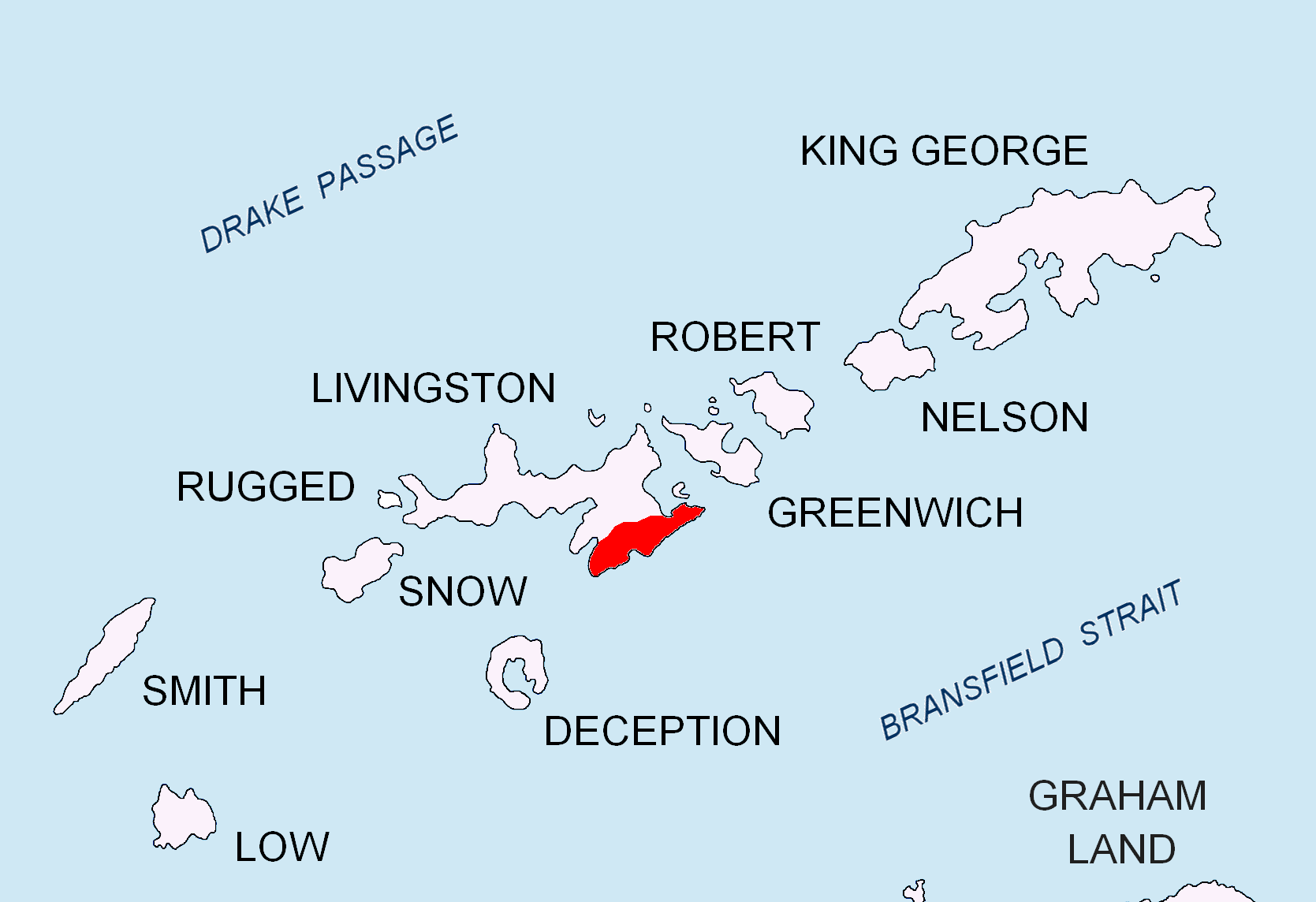
Розташування гір Тангра на острові Лівінгстон на Південних Шетландських островах.

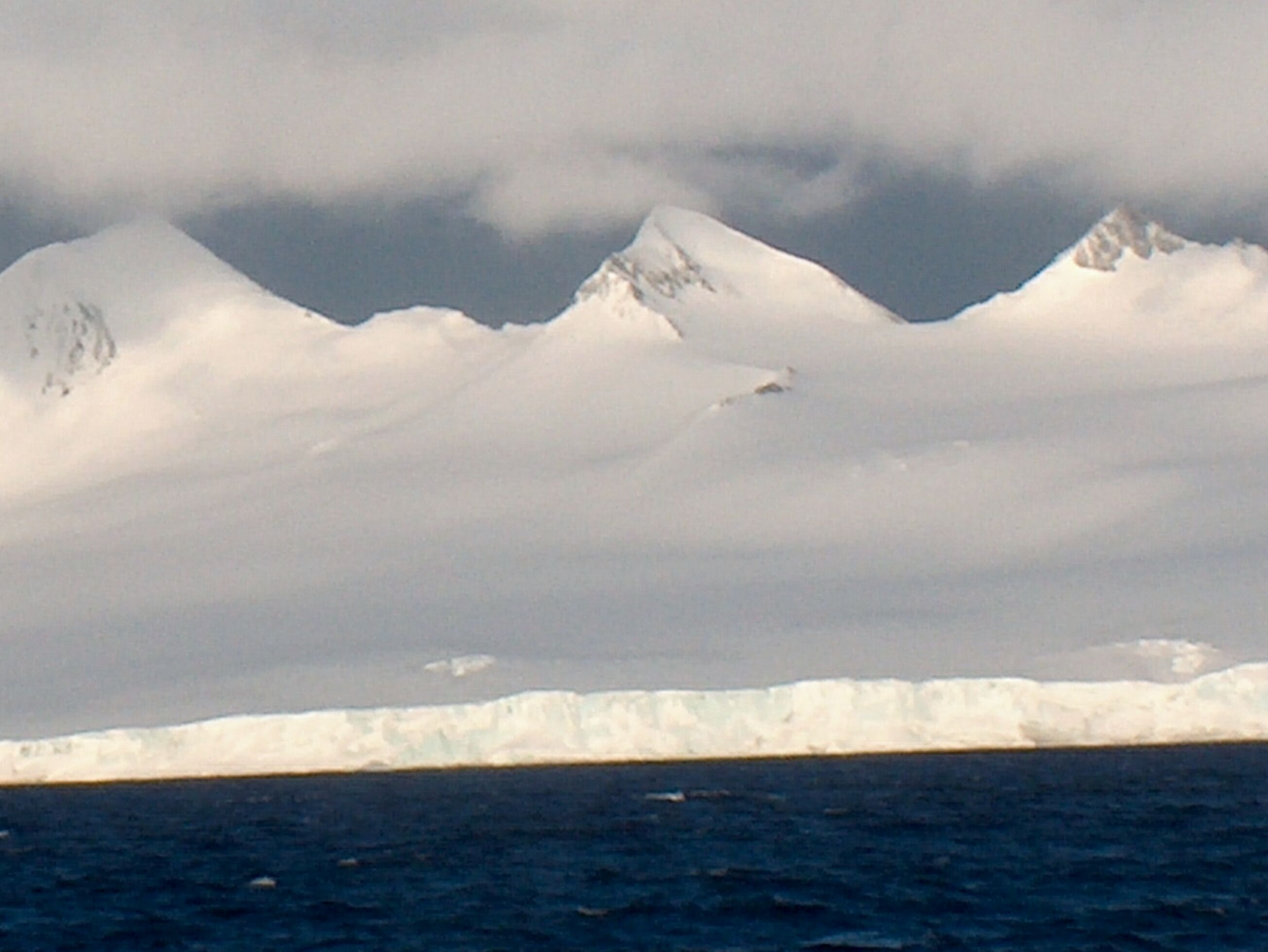
Пік Арда з протоки Брансфілд.

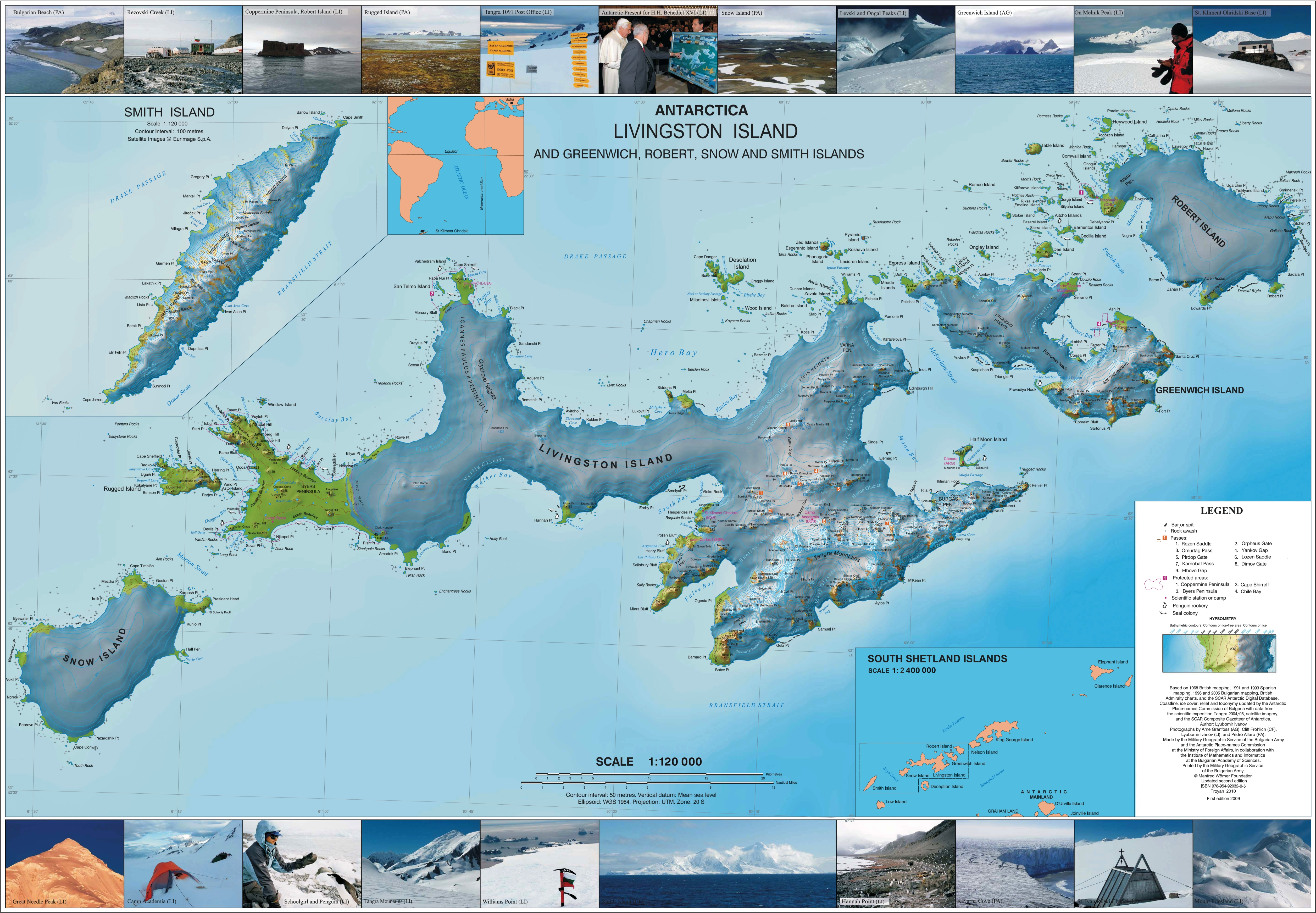
Топографічна карта островів Лівінгстон, Гринвіч, Роберт, Сноу та Сміт.

Пік Арда (болг. връх Арда, трансліт. vrah Arda, IPA: [ˈVrɤx ˈardɐ]) знаходиться на сході острова Лівінгстон, Антарктида. Пік піднімається приблизно до 470 м і знаходиться в хребті Фрісландія, гори Тангра, звідки відкривається вид на нижній хід льодовика Чаріті на північному заході та крижовий П’ємонт Тарново на південному сході. 
Пік названий на честь річки Арда в Болгарії. 

## Розташування
Пік Арда знаходиться за координатами 62°44′27.2″ пд. ш. 60°17′32″ зх. д. / 62.740889° пд. ш. 60.29222° зх. д. що є 430 м на південь від Габрового Нолла, 890 м на схід-північ від вершини хребта Велека та 2,85 км на захід від Ямбольського піку .

## Мапи
- Л. Л. Іванов та ін. Антарктида: острів Лівінгстон та острів Гринвіч, Південні Шетландські острови . Масштаб 1: 100000 топографічної карти. Софія: Антарктична комісія з географічних назв Болгарії, 2005.
- Л. Л. Іванов. Антарктида: острови Лівінгстон та Гринвіч, Роберт, Сноу та Сміт [Архівовано 24 квітня 2008 у Wayback Machine.] . Масштаб 1: 120000 топографічної карти. Троян: Фонд Манфреда Вернера, 2009.

## зовнішні посилання
- Пік Арда. [Архівовано 15 лютого 2020 у Wayback Machine.] Супутникове зображення Copernix

Ця статя містить інформацію з Антарктичної комісії з географічних назв Болгарії, і яка використовується з її дозволу.